# Карлссон, Свен
Свен Ка́рлссон (швед. Sven Carlsson; 5 мая 1915, Лидчёпинг, Скараборг — 1995) — шведский кёрлингист.
В составе мужской сборной Швеции по кёрлингу участник чемпионата мира 1968 (заняли четвёртое место). Чемпион Швеции среди мужчин.
Играл в основном на позиции второго.

## Достижения
- Чемпионат Швеции по кёрлингу среди мужчин: золото (1968).

## Команды
| Сезон   | Четвёртый   | Третий          | Второй        | Первый         | Турниры                      |
| ------- | ----------- | --------------- | ------------- | -------------- | ---------------------------- |
| 1967—68 | Рой Берглоф | Челль Гренгмарк | Свен Карлссон | Стиг Хоканссон | ЧШМ 1968 · ЧМ 1968 (4 место) |

(скипы выделены полужирным шрифтом)

## Частная жизнь
Его дочь Элизабет Хёгстрём (урожд. Карлссон) — известная шведская кёрлингистка, чемпион мира, пятикратный чемпион Европы.